# دیزایر (کمیک)
دیزایر (به انگلیسی: Desire) یک شخصیت خیالی در کتاب‌های کامیک آمریکایی منتشر شده توسط دی‌سی کامیکس است. این شخصیت به عنوان یکی از هفت اِندلِس (بی‌پایان)، توسط نویسنده نیل گیمن و طراح مایک درینگن‌برگ خلق شده است که برای اولین بار در شمارهٔ ۱ از دومین نسخه مجموعه کمیک سندمن (نوامبر ۱۹۸۹) از انتشارات ورتیگو حضور پیدا کرد.
دیزایر یک آندروجینی است که دارای هر دو جنس نر و ماده (و یا نه مذکر و نه مؤنث) می‌باشد و همانند دیگر اعضای خانواده‌اش نه مخلوقی فانی و نه خدا به‌شمار می‌رود و همچنین تقارن را برای خانواده اندلس فراهم ساخته است: سه مذکر (دستینی، دیریم و دیستراکشن)، و سه مؤنث (دِث، دیسپر و دلریئم) و در نهایت دیزایر. او به عنوان تجسم میل و آرزو و خواهر/برادر دوقلوی بزرگتر دیسپر، و به شکل زیباترین شخصیت یا مخلوق برای افراد دیگر ظاهر می‌شود. او دارای قد متوسط، پوستی رنگ پریده، چشمانی به رنگ طلایی و رایحهٔ اندکی از هلوهای تابستان است. میلیون‌ها سال پیش، دیزایر و دیریم با یکدیگر رابطهٔ نزدیکی داشتند، اما زمانی که او باعث فروپاشی یکی از روابط عاشقانه دیریم شد، با یکدیگر دشمنی و کینه پیدا کردند. از دید او دیریم فردی بی‌ادب، لجوج و بی‌نزاکت بود و همچنین احمقی بود که فکر می‌کرد از همه چیز با خبر است.
میسون الکساندر پارک هنرپیشه آمریکایی نقش این شخصیت را در مجموعهٔ تلویزیونی سندمن (۲۰۲۲) در نتفلیکس ایفا کرده‌است.